# Juraj Loj

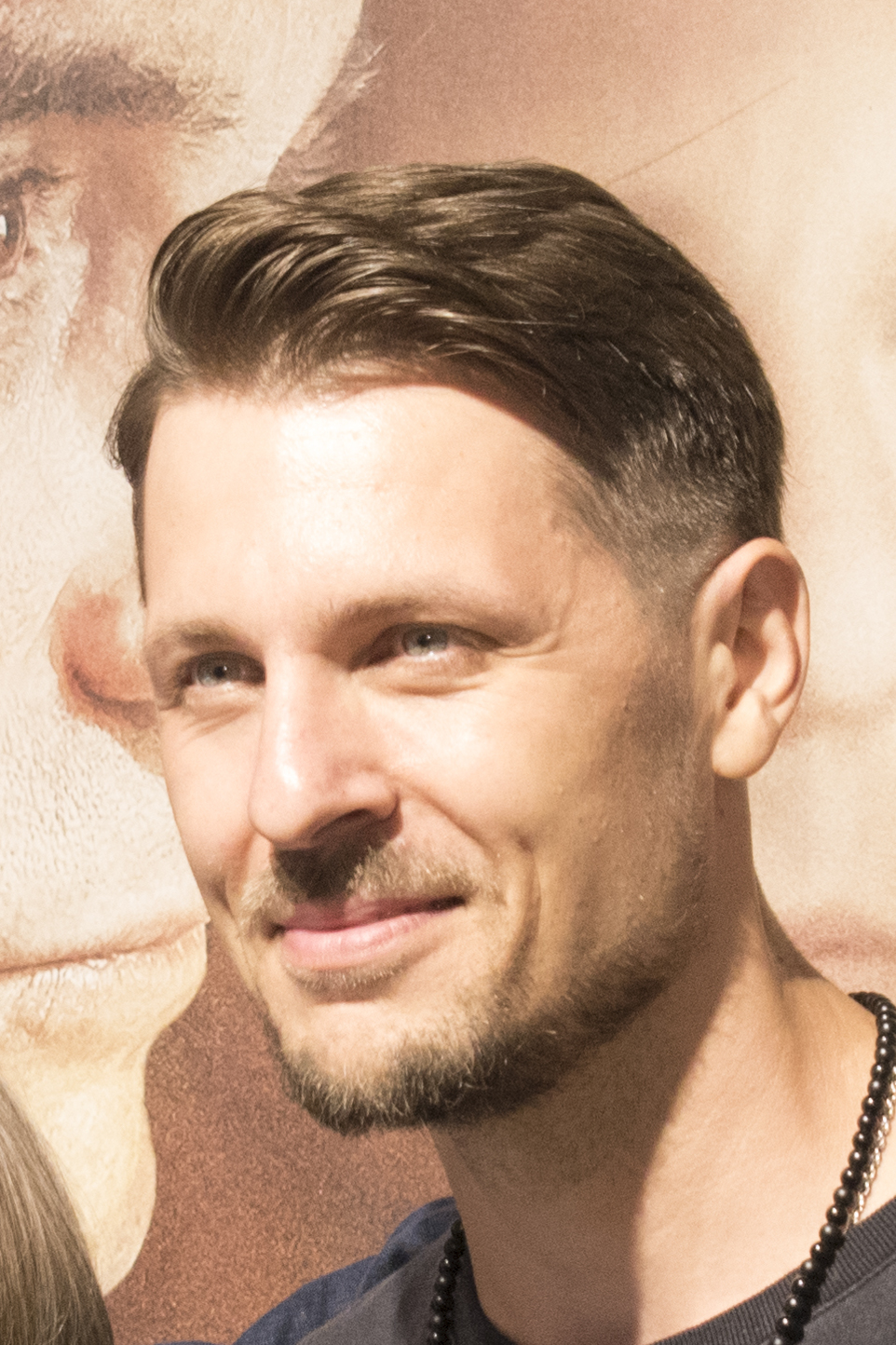
Juraj Loj bei der Vorstellung des Films Charlatan im August 2020

Juraj Loj (* 20. Februar 1983 in Bratislava) ist ein slowakischer Schauspieler.

## Leben
Juraj Loj wurde 1983 (anderen Quellen zufolge 1984) in der Tschechoslowakei geboren. Der Sohn einer Psychologin wuchs bei seinen Großeltern auf dem Land in Vištuk auf. Nachdem sich der für das Zeichnen begeisternde Loj für ein Kunststudium nicht angenommen wurde, absolvierte er eine Schauspielausbildung an der Hochschule für Musische Künste Bratislava (VŠMU).
Sein erstes Bühnenengagement hatte Loj am Theater in Nitra. In der Stadt trat Loj mehrere Jahre als Theaterschauspieler in Erscheinung und war zwischen 2006 und 2010 mehrfach in Inszenierungen am dortigen Andrej-Bagar-Theater (Divadlo Andreja Bagara) zu sehen. Auch nahm er Aufträge für Werbespots einer Bank an.
Parallel zu seiner Theaterkarriere gab Loj sein Filmdebüt mit einer kleinen Rolle in Miloslav Luthers Tragikomödie Tango s komármi (2009). In den folgenden Jahren erlangte er vor allem durch Auftritte in slowakischen Fernsehserien Bekanntheit. 2013 erhielt Loj eine Rolle in der Serie Búrlivé víno, die um die Schicksale zweier Winzerfamilien kreist. Es folgten u. a. die Krankenhausserie Doktori (2014) und der Part als Polizeiermittler Dávid Antol in der Krimiserie Za sklom (2016) neben Ján Koleník. 2018 war Loj mit Sestricky erneut in einer Krankenhausserie vertreten. Nach Peter Bebjaks Psychothriller Trhlina (2019) übernahm er in Agnieszka Hollands Drama Charlatan (2020) eine erste Hauptrolle im Kino. In der Filmbiografie über den tschechischen Wunderheiler Jan Mikolášek (dargestellt von Ivan Trojan) ist Loj als dessen bisexueller Liebhaber und Gehilfe František Palko zu sehen.
Juraj Loj ist mit seiner slowakischen Schauspielkollegin Zuzana Kanócz (* 1979) verheiratet. Aus der Ehe gingen drei Kinder hervor. Er zählt das Malen zu seinen Hobbys.

## Filmografie
- 2009: Tango s komármi
- 2009: Ordinácia v ružovej záhrade (Fernsehserie)
- 2009: x=x+1 (Kurzfilm)
- 2010: Nesmrteľní (Fernsehserie)
- 2013: Búrlivé víno (Fernsehserie)
- 2014: Doktori (Fernsehserie)
- 2016: Za sklom (Fernsehserie)
- 2018: Sestricky (Fernsehserie)
- 2019: Trhlina
- 2020: Charlatan
- 2021: Die Slawen – Das Feuer der Macht (Fernsehserie)
- 2025: Sbormistr

## Auszeichnungen
Český lev
- 2021: Nominierung als Bester Nebendarsteller (Charlatan)[6]